# Tiberiu Popovici
Tiberiu Popovici (n. 22 iunie 1984) este un comediant român. Tiberiu Popovici a făcut parte din majoritatea proiectelor stand-up comedy de anvergură din România – Retrospectiva Cafe Deko, Fresh-Up la un Stand-Up, Stand-Up In The City, Noaptea Devoratorilor de Stand-Up etc.. A debutat în 2005 în Cafe Deko, iar în scurtă vreme, a ajuns să prezinte seara de open-mic și să deschidă spectacolele celor de la Trupa Deko. Mai târziu a fondat Trupa Cealaltă, iar în prezent face cu pasiune stand-up comedy, prestând în locații de toate dimensiunile. Comediantul crede că stand-up comedy reprezintă o formă de spectacol înrudită cu teatrul și aduce în fața publicului glume de toate genurile, improvizate. Tiberiu Popovici a apărut și în câteva videoclipuri ale unor cântăreți de hip-hop, printre care Guess Who și Spike.

## Cariera de comediant
Tiberiu Popovici s-a născut pe 22 iunie 1984. Întrebat cum s-a apucat de stand-up comedy, el a răspuns astfel:
„Când eram în liceu nu știam să dansez și, când mergeam la petreceri, în loc să mă duc în sufragerie, unde erau oamenii cu dansul, mă duceam în bucătărie, îmi luam ceva de băut și începeam să glumesc cu cine mai era pe acolo. Pe măsură ce trecea timpul, petrecerea se muta din sufragerie în bucătărie. Atunci am început să mă gândesc că mi-ar plăcea să transform asta într-o carieră. Am urmat Facultatea de Teatru, apoi primul club de comedie din România și lucrurile s-au legat.”
A debutat în 2005 în Cafe Deko, clubul de origine al stand-up comedy-ului românesc în cadrul seriilor de open-mic. În scurtă vreme, a ajuns să prezinte seara de open-mic și să deschidă spectacolele celor de la Trupa Deko.
Mai tărziu a fondat Trupa Cealaltă cu care a susținut spectacole timp de doi ani pornind din cluburi și baruri de dimensiuni reduse (50-100 de persoane) pentru a ajunge la spectacole mari (500-1000 de persoane) atât în București, cât și în țară. Noaptea Devoratorilor de Publicitate l-a avut ca prezentator, iar el a luat parte la numeroase evenimente corporate, petreceri private și baluri de boboci. Tiberiu Popovici face în continuare cu pasiune stand-up comedy, prestând în locații de toate dimensiunile.

Comediantul a declarat:
„De când fac stand-up comedy nu a trebuit să îmi iau vreun alt job.
 Este o profesie, nu doar o pasiune. Pe lângă faptul că îmi place enorm ce fac, stand-up comedy este acel ceva care îmi plătește facturile. Și cred că asta e bine!”
Crede că după un entertainment îndoielnic și prefabricat servit publicului de mai marii showbizz-ului postdecembrist autohton, s-a întâmplat ceva interesant în zona de stand-up comedy, iar românii gustă acest gen de spectacol.

## În muzică
În afară de stand-up, Tiberiu se mai ocupă și de muzică, producție și scenografie. După primul turneu solo – Umor Ofensiv – a urmat Cool Summer Artitude, un concept inedit de spectacol care a îmbinat în egală măsur street-dance, stand-up comedy și hip-hop. În cadrul turneului, comediantul a colaborat cu Trouble Crew, Agresiv, DJ Swamp (B.U.G. Mafia), Maximilian și Grasu XXL. Colaborarea cu artiștii hip-hop a continuat: Tiberiu a creat împreună cu Guess Who personajul euGEN care a apărut în videoclipul piesei „Gen” de pe albumul de debut al lui Guess Who – Locul Potrivit/Probe Audio. Spike a spus despre el că „Este un personaj imaginar care a prins viață”, iar Guess Who că „Reprezintă modelul generației de azi, în mare parte. Un pic exagerat, dar trăiește printre noi și este în număr mare. Îl vezi tot timpul.”
A mai apărut pe mixtape-ul producătorilor hip-hop Agresiv – Apartamentul 71 și în alte videoclip-uri (pentru piesele „Realitate” și „Scandal” ale lui Spike, pentru piesele „Locul Potrivit” și „Manifest” ale lui Guess Who, pentru piesa „Lala Song” a lui Grasu XXL în colaborare cu cel din urmă), cât și în multe evenimente purtând semnătura Okapi Sound (Ex: extragerea orașelor pentru reTU-r).

## Viața personală
Artistul s-a căsătorit cu Popovici Elena pe 14 august 2008 și împreună cu aceasta are un copil:
„Mi-a schimbat viața foart mult faptul că m-am căsătorit și că a venit un gagiu care un an de zile a fost OK. Mai mult plângea, dormea și mânca și trebuia spălat, dar în momentul în care a început să alerge și să descopere, îți dai seama că te schimbă și te ajută.”